# Сен-Мишель-де-Монтень
Сен-Мише́ль-де-Монте́нь (фр. Saint-Michel-de-Montaigne) — коммуна во Франции, находится в регионе Аквитания. Департамент — Дордонь. Входит в состав кантона Пеи-де-Монтень и Гюрсон. Округ коммуны — Бержерак.
Код INSEE коммуны — 24466.

## География

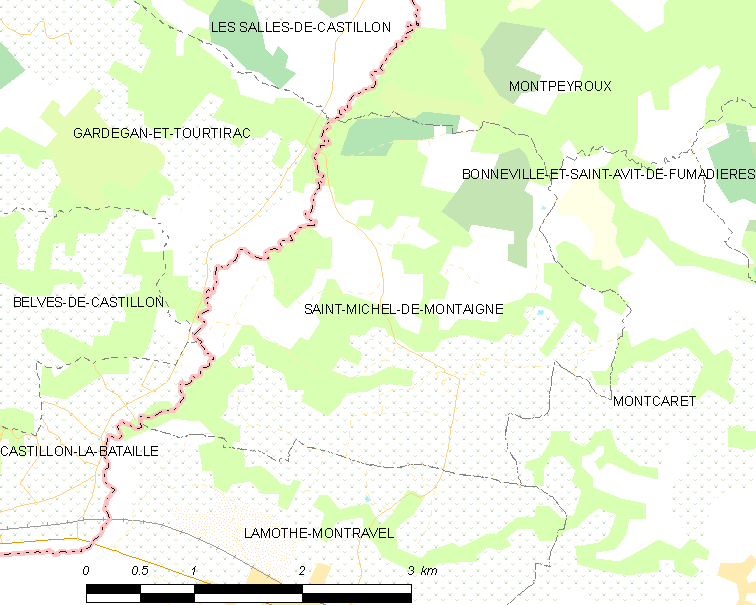
Карта коммуны

Коммуна расположена приблизительно в 480 км к югу от Парижа, в 50 км восточнее Бордо, в 65 км к юго-западу от Перигё.
По территории коммуны протекает река Лидуар.

### Климат
Климат умеренный океанический со средним уровнем осадков, которые выпадают преимущественно зимой. Лето здесь долгое и тёплое, однако также довольно влажное, здесь не бывает регулярных периодов летней засухи. Средняя температура января — 5 °C, июля — 18 °C. Изредка вследствие стечения неблагоприятных погодных условий может наблюдаться непродолжительная засуха или случаются поздние заморозки. Климат меняется очень часто, как в течение сезона, так и год от года.

## Население
Население коммуны на 2010 год составляло 363 человека.
| 1962 | 1968 | 1975 | 1982 | 1990 | 1999 | 2010 |
| ---- | ---- | ---- | ---- | ---- | ---- | ---- |
| 349  | 291  | 283  | 283  | 292  | 297  | 363  |

## Администрация
| Период | Период | Фамилия           | Партия       | Примечания  |
| ------ | ------ | ----------------- | ------------ | ----------- |
| 1986   | 2008   | Жорж Силлер-Дюффе |              |             |
| 2008   | 2020   | Жерар де Мира     | беспартийный | виноградарь |

## Экономика
В 2010 году среди 237 человек трудоспособного возраста (15-64 лет) 182 были экономически активными, 55 — неактивными (показатель активности — 76,8 %, в 1999 году было 69,5 %). Из 182 активных жителей работали 163 человека (86 мужчин и 77 женщин), безработных было 19 (8 мужчин и 11 женщин). Среди 55 неактивных 11 человек были учениками или студентами, 18 — пенсионерами, 26 были неактивными по другим причинам.

## Достопримечательности
- Церковь Св. Михаила (XII век). Исторический памятник с 1970 года[5]
- Замок Монтень (XVI век). Исторический памятник с 1952 года[6]

## Фотогалерея

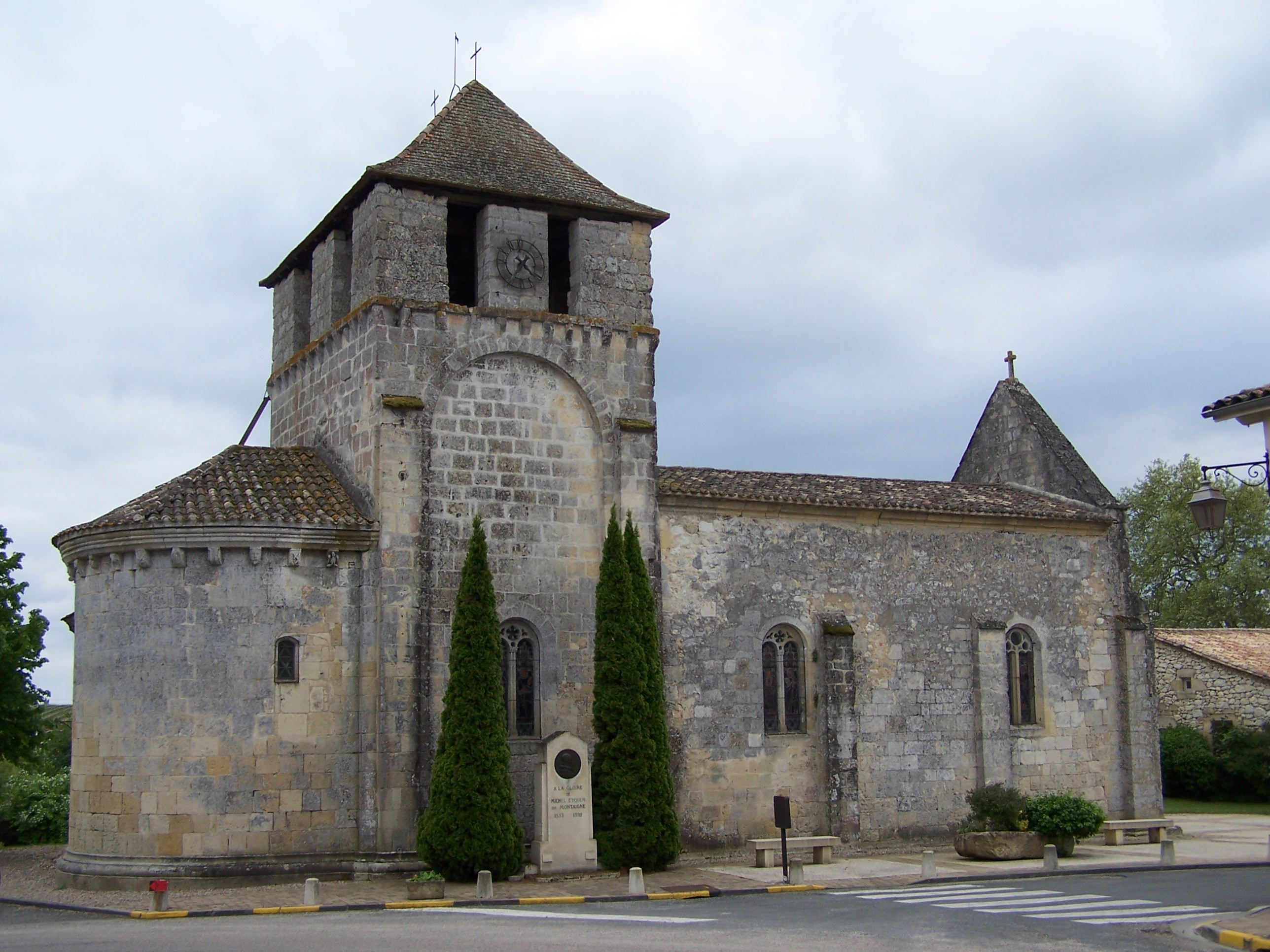
Церковь Св. Михаила
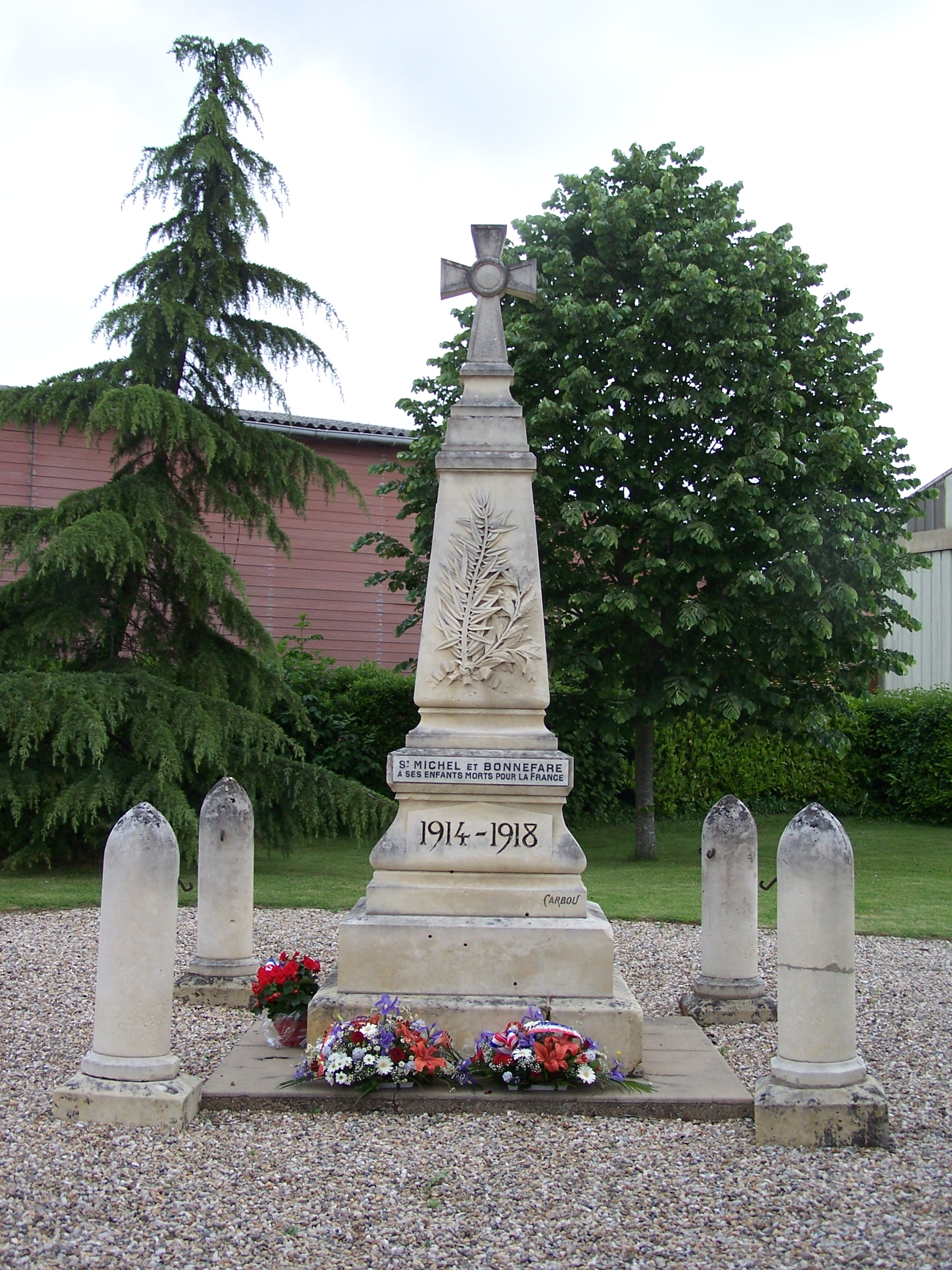
Военный мемориал
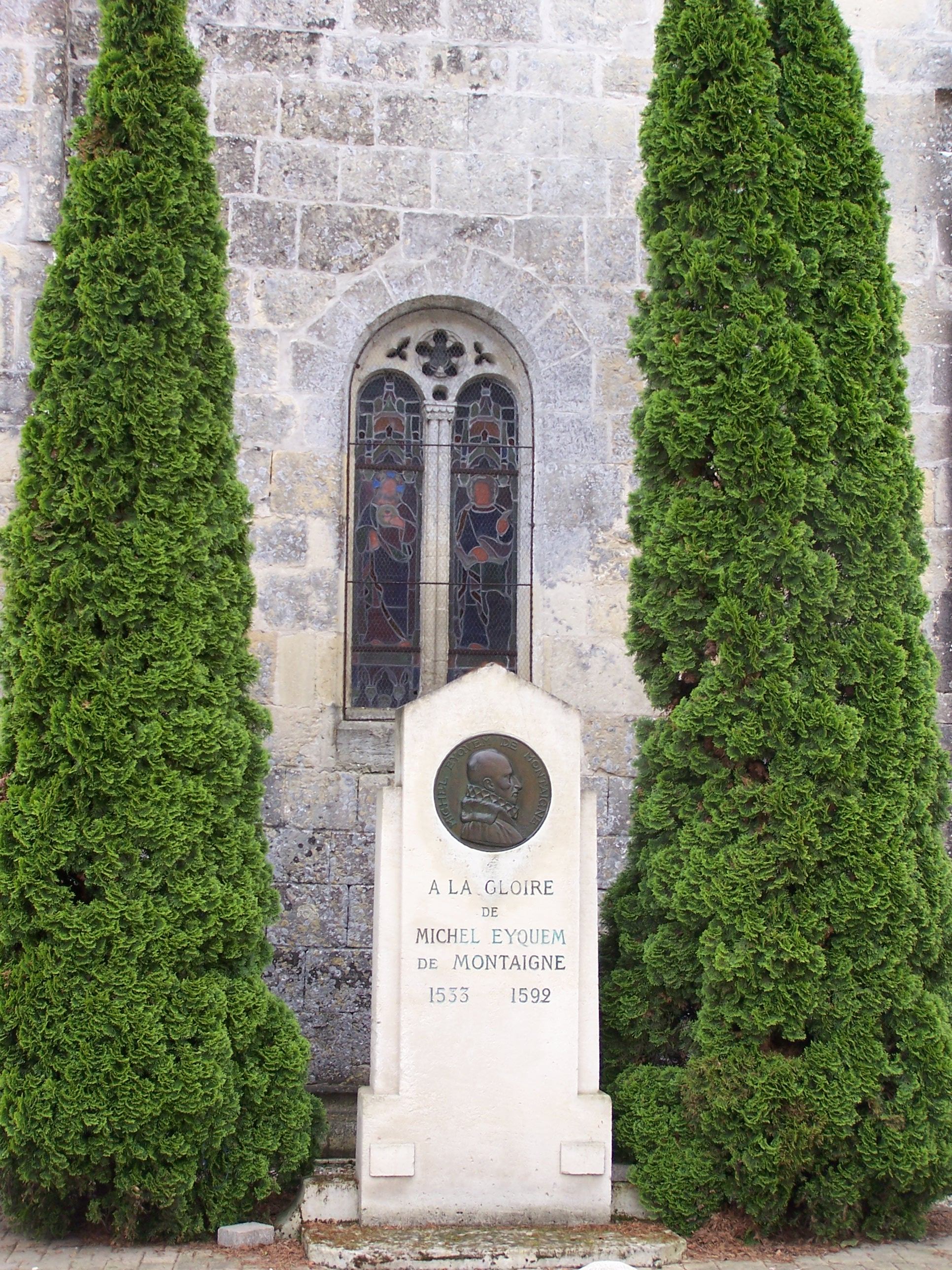
Памятник Мишелю де Монтеню
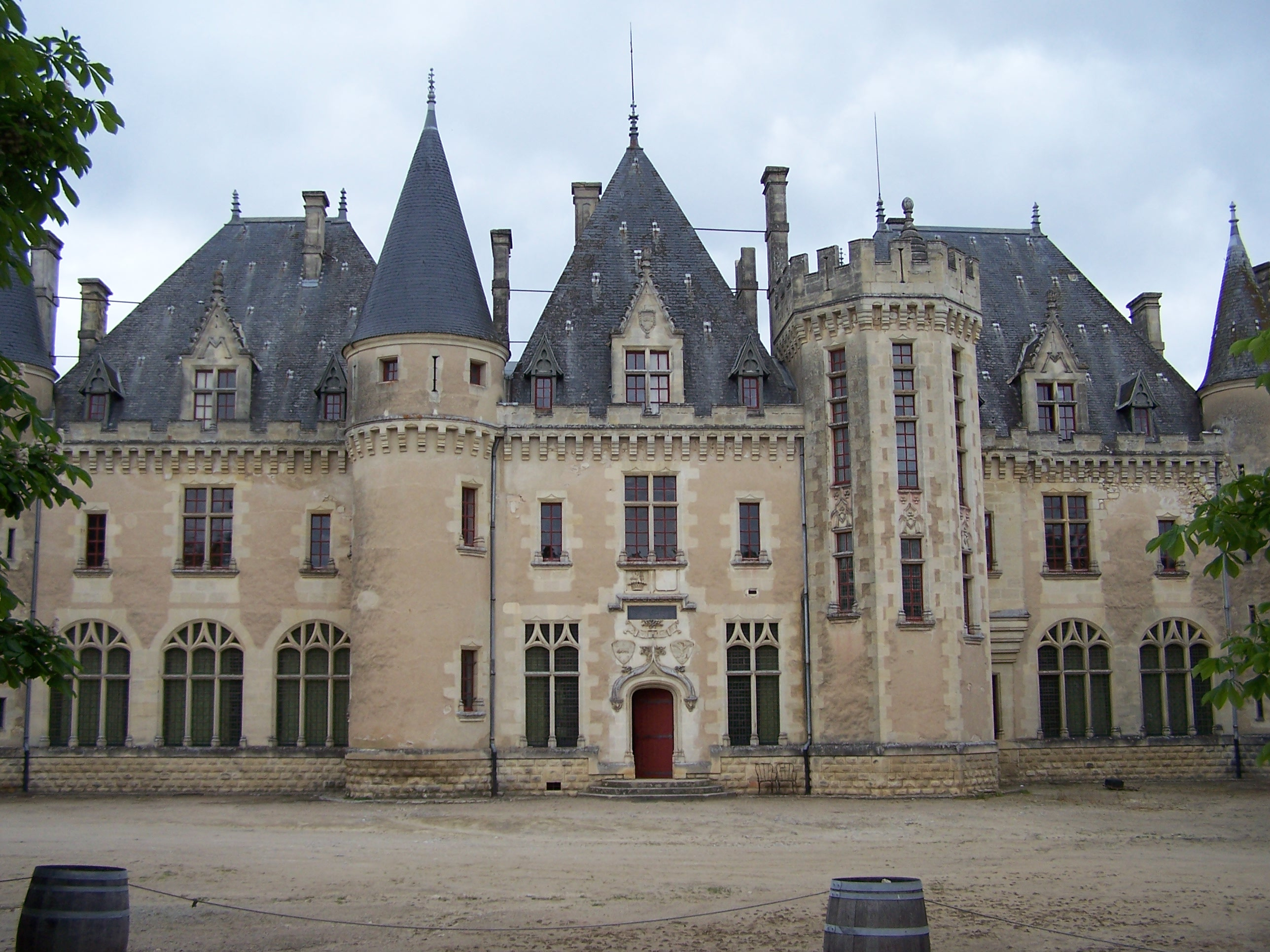
Замок Монтень